# Los Baños (Filippine)
Los Baños è una municipalità di prima classe delle Filippine, situata nella Provincia di Laguna, nella Regione del Calabarzon.
Los Baños è formata da 14 baranggay:
- Anos
- Bagong Silang
- Bambang
- Batong Malake
- Baybayin (Pob.)
- Bayog
- Lalakay
- Maahas
- Malinta
- Mayondon
- Putho Tuntungin
- San Antonio
- Tadlak
- Timugan (Pob.)

A Los Baños ha sede il prestigioso centro internazionale di ricerche sull'agricoltura del riso International Rice Research Institute.